# Simone Wiegel
Simone Wiegel (Amsterdam, 3 april 1956) is een Nederlandse presentatrice en scenarioschrijver. Wiegel was in de jaren 80 enkele jaren actief als presentatrice van Veronica Nieuwsradio. Ze presenteerde van 1989 tot 1993 het programma AVRO's Service Salon. Daarna ging ze werken voor Scriptstudio, het schrijfhuis van Endemol. Ze schrijft onder andere voor Gooische Vrouwen en Goede tijden, slechte tijden.
Wiegel schrijft sinds de zomer van 2010 samen met Carlo Boszhard, Marjolein Algera en Herald Adolfs het scenario voor De TV Kantine.